# Звуки сексуса
«Звуки сексуса» — дебютный мини-альбом группы Neverlove выполненный в жанре глэм-метала, выпущенный 1 июля 2022 года лейблом Osuma через цифровую дистрибуцию. В своём составе имеет пять композиций общей длительностью 17 минут.

## Отзывы
Мини-альбом получил оценку 7 из 10 от критика Алексея Мажаева (InterMedia), что свидетельствует о неоднозначности восприятия данного релиза на российской рок-сцене. Мажаев отмечает, что российский рок традиционно избегает тем гедонизма и сексуальных наслаждений, предпочитая темы меланхолии и размышлений о вечном. На этом фоне альбом «Звуки сексуса» выделяется своим дерзким и провокационным содержанием, вызывая ассоциации с западными глэм-роковыми коллективами, такими как Mötley Crüe.
Несмотря на то, что в России подобные проекты редко находят широкую аудиторию, Neverlove выглядит как естественный представитель своего стиля. В этом альбоме лидер группы Ярослав Степанов демонстрирует умение играть с жанром, добавляя в свою музыку элемент самоиронии, что позволяет избежать обвинений в копировании западных образцов. Так, песни с откровенной лирикой, например, «Глотай» с её фразой «глотай мою любовь», могут шокировать приверженцев традиционного русского рока, но для субкультуры «руславметала» этот альбом стал значимым событием.
Особого внимания заслуживает композиция «Люби меня вечность», которую критик рассматривает как более серьёзную попытку группы выйти за рамки пародии и приблизиться к мейнстриму. Сравнивая эту песню с цветистыми балладами в духе Guns N’ Roses, Мажаев отмечает, что Neverlove удачно сочетает драйв, хард-роковую мелодику и непривычно откровенные тексты, создавая продукт, который может найти отклик у более широкой аудитории.

## Список композиций
Слова и музыка всех песен — Neverlove.
| №                   | Название             | Длительность |
| ------------------- | -------------------- | ------------ |
| 1.                  | «Глотай»             | 2:37         |
| 2.                  | «Азиатка»            | 4:00         |
| 3.                  | «Люби меня вечность» | 4:20         |
| 4.                  | «20 хо»              | 3:41         |
| 5.                  | «Буква Ю»            | 2:29         |
| Общая длительность: | Общая длительность:  | 17:31        |